# Danh sách nhân vật trong Ranma ½
Ranma ½ hay Một nửa Ranma (らんま½ Ranma nibun-no-ichi) là một manga nổi tiếng của nữ mangaka Takahashi Rumiko cũng được chuyển thể thành anime. Tác phẩm xoay quanh một thiếu niên 16 tuổi, Saotome Ranma. Do bị rơi xuống Suối con gái chết chìm ở Trung Quốc, cậu bị biến thành con gái mỗi khi gặp nước lạnh và chỉ tạm thời trở về hình dáng cũ khi được dội nước nóng. Xuyên suốt bộ truyện, Ranma tìm cách giải trừ lời nguyền của mình trong khi bạn bè, kẻ thù và nhiều vị hôn thê liên tục cản trở, can thiệp.
Nhiều nhân vật cũng bị nguyền rủa tương tự để biến thành động vật hoặc sinh vật khác và có kỹ năng sử dụng các loại võ thuật khác nhau và khác thường. Mối quan hệ phức tạp của dàn diễn viên lớn với nhau, những đặc điểm khác thường và tính cách lập dị đã thúc đẩy hầu hết các câu chuyện. Mặc dù các nhân vật và mối quan hệ của họ rất phức tạp nhưng họ hiếm khi thay đổi một khi đã được giới thiệu và ổn định trong bộ truyện một cách chắc chắn.

## Nhân vật

### Gia đình Saotome

#### Saotome Ranma
Lồng tiếng bởi: Kappei Yamaguchi
Saotome Ranma (早乙女 乱馬) là nhân vật chính của bộ truyện. Ranma là một cậu thiếu niên 16 tuổi theo cha học võ từ nhỏ, là truyền nhân của môn võ Vô Sai Biệt Cách Đấu Lưu (無差別格闘流 Musabetsu Kakutō Ryū), phái Saotome. Cậu vô tình trúng lời nguyền biến thành con gái khi đến Trung Quốc do rơi vào Suối con gái chết chìm. Giỏi võ thuật, ương ngạnh, bướng bỉnh nhưng rất sợ mèo. Ranma rất hay cãi nhau với Akane nhưng có tình cảm với cô. Ranma luôn giúp đỡ và bảo vệ bạn bè, đặc biệt là đối với Akane.

#### Saotome Genma
Lồng tiếng bởi: Kenichi Ogata
Saotome Genma (早乙女 玄馬) là bố của Ranma. Genma giỏi võ nhưng mang nhiều tính xấu và là ngọn nguồn của hầu hết mọi rắc rối cho Ranma, kể đến là hôn ước với cả Akane và Ukyo, bệnh sợ mèo, lời nguyền biến thành con gái… Bản thân Genma rơi vào Suối Gấu trúc chết chìm và bị biến thành gấu trúc mỗi khi gặp nước lạnh. Genma tạo ra môn phái của nhà Saotome. Trong phái đó toàn những chiêu thức ngớ ngẩn. Nhưng đó chỉ là bề ngoài ông ta sáng chế ra hai loại võ công cực ky dũng mãnh là: Thiên hải quyền và Thiên sơn quyền.

#### Saotome Nodoka
Lồng tiếng bởi: Masako Ikeda
Saotome Nodoka (早乙女 のどか) là mẹ của Ranma. Bà luôn mong được nhìn thấy Ranma sau hơn mười năm trời xa cách, nhưng hai mẹ con luôn bị cản trở do lời thề độc "Hai cha con sẽ mổ bụng tự sát nếu Ranma không trở thành người đàn ông đích thực" của Genma trước khi đem Ranma đi học võ, và hiện giờ thì Ranma đang "nam không ra nam nữ không ra nữ". Thanh katana bà luôn mang theo là nỗi sợ của cả hai cha con Ranma.

## Gia đình Tendo

#### Tendo Akane
Lồng tiếng bởi: Noriko Hidaka
Tendo Akane (天道 あかね) là nhân vật chính của bộ truyện. Là một cô bé 16 tuổi, Akane là con út trong nhà Tendo và là người duy nhất kế thừa môn võ Vô Sai Biệt Cách Đấu Lưu, phái Tendo. Cô bị ông bố Soun và Genma hứa hôn cho Ranma với hi vọng sáp nhập cả hai phái và cả võ đường Tendo. Akane là một cô bé nóng nảy, ương ngạnh và bướng bỉnh không kém Ranma, và đặc biệt vụng về trong nữ công gia chánh, ai ăn phải món ăn cô nấu đều phải lăn ra ngất. Nhưng cô cũng rất tốt bụng, dễ thương và quan tâm đến mọi người. Đám con trai trong trường rất thích cô và hàng ngày luôn đợi cô trước cổng để đánh bại cô và được cô nhận làm bạn trai, nhưng tất cả đều bị cô hạ gục. Akane có tình cảm với Ranma mặc dù suốt ngày cãi nhau và "choảng" cậu, đồng thờ phải đối phó với các tình địch.

#### Tendo Soun
Lồng tiếng bởi: Ryusuke Obayashi
Tendo Soun (天道 早雲) là bố của Kasumi, Nabiki và Akane. Soun và Genma đã hứa gả hai người con cho nhau để sáp nhập và kế tục môn phái. Soun giỏi võ nhưng chỉ thường thấy ngồi đọc báo và chơi cờ với Genma. Như một tình tiết gây cười, Soun rất hay khóc và có thể biến thành một cái đầu quỷ để dọa mọi người, đặc biệt là Ranma khi Ranma muốn hủy hôn ước.

#### Tendo Nabiki
Lồng tiếng bởi: Minami Takayama
Tendo Nabiki (天道 なびき) 17 tuổi, là con gái thứ hai của nhà Tendo. Cô dùng mọi cách có thể để kiếm tiền (bán cả người thân để kiếm tiền), như đã từng tự nhận là "nô lệ của tiền" hay "luôn đứng về phía tiền".

#### Tendo Kasumi
Lồng tiếng bởi: Kikuko Inoue
Tendo Kasumi (天道 かすみ) 19 tuổi, là con gái đầu của nhà Tendo, phụ trách công việc nội trợ trong gia đình. Cô hiền lành, dịu dàng và không bao giờ nổi giận. Khi cô nổi giận đến cực đỉnh, cô cũng chỉ dứ ngón trỏ tay vào trán và nhỏ nhẹ "Đừng bao giờ làm như thế nữa." Cô được mọi người yêu quý trong toàn Nerima và là người trong mộng của bác sĩ Tofu.

## Bộ tộc Nữ Kiệt

### Shampoo/Shanpo
Lồng tiếng bởi: Rei Sakuma 
Shampoo (シャンプーShanpū, hoặc 珊璞 San Phác), hay Shanpo theo bản dịch, là một cô gái thuộc bộ tộc Nữ Kiệt (女傑族経 Joketsukozu) ở Trung Quốc. Shampoo đấu thua Ranma và theo luật lệ của bộ tộc Nữ Kiệt thì Ranma nữ là kẻ thù không đội trời chung phải truy cùng diệt tận, nhưng Ranma nam lại là người cô phải lấy làm chồng. Sau khi đến Nhật Bản nhưng không giết được Ranma nữ, Shampoo về Trung Quốc huấn luyện với bà cố Cologne và bị đá rơi xuống Suối mèo chết chìm. Cô quay lại Nhật Bản theo đuổi Ranma sau khi biết được lời nguyền trên cậu. Shampoo rất yêu Ranma và dùng mọi thủ đoạn để có được Ranma, điển hình là cố tình biến thành mèo để ép cậu.

### Cologne/Colon
Lồng tiếng bởi: Miyoko Aso
Cologne (コロン Koron, hay 可崘 Khả Luân), hay Colon theo bản dịch, là một "già làng" của bộ tộc Nữ Kiệt, và là bà cố ngoại/cụ ngoại của Shampoo. Cologne đã cùng Shampoo đến Nhật Bản với mục đích giúp Shampoo lấy được Ranma, tuy nhiên Cologne không thường can thiệp quá nhiều vào vụ việc này. Trình độ võ thuật của Cologne có thể coi là tương đương với Happosai, sư tổ của Ranma. Ranma và Ryoga đều từng học một vài chiêu thức từ bà. Cologne từng đụng độ với Happosai thời còn trẻ.

### Mousse
Lồng tiếng bởi: Toshihiko Seki
Mousse (沐絲 Mūsu?, ムース) là bạn hồi nhỏ của Shampoo. Anh ta yêu Shampoo vô cùng, có thể làm bất cứ điều gì vì cô, nhưng Shampoo lại không thích Mousse vì anh đã thua cô từ năm 3 tuổi và cho rằng Mousse là một kẻ hay làm cho cô bực mình, và anh ta cho rằng Ranma có lỗi trong mọi chuyện. Anh ta bị cận thị nặng, phải đeo kính nhưng lại toàn bỏ trên đầu hoặc nhét vào tay áo nên hay nhìn lầm mọi vật, đặc biệt là lầm Shampoo với mọi vật khác. Anh ta đã vô tình trượt chân (chứ không bị rơi xuống) suối Vịt nên bị hóa thành vịt (hướng dẫn viên du lịch đã nói với anh ta "Tôi đã làm hướng dẫn viên ở đây bao nhiêu năm rồi nhưng anh là người đầu tiên tự nhảy xuống suối."). Anh ta chuyên dùng vũ khí được giấu kỹ trong tay áo để đánh nhau với Ranma, nhờ biến thành vịt anh ta có thể tiện lợi trong việc giấu vũ khí vào bộ lông của mình.

## Gia đình Kuno

### Kuno Tatewaki
Lồng tiếng bởi: Hirotaka Suzuoki 
Kunō Tatewaki (九能 帯刀): 17 tuổi, anh trai của Kodachi, tự xưng là "Sấm sét xanh của trung học Furinkan", là người mạnh nhất trong đám con trai trường (trừ Ranma) và rất thích Akane cho đến khi Ranma đến học tại đây và Ranma đã đánh bại Kunō. Kunō kết cả hai cô gái "cô gái tóc bím" (Ranma nữ) và Akane vì đã đánh bại anh ta. Anh ta được coi là người biến thái nhất trường Furinkan (tập 1). Anh luôn luôn tìm cách theo đuổi cả hai người gây ra rất nhiều chuyện dở khóc dở cười cho Ranma và Akane. Với tư cách là đội trưởng đội kiếm đạo, Tatewaki là chiến binh mạnh nhất của trường trước khi Ranma đến. Bất chấp những thất bại liên tục dưới tay Ranma, anh vẫn luôn tự tin vào khả năng của mình, tin rằng bản thân không có khả năng thua cuộc.

### Kuno Kodachi
Lồng tiếng bởi: Saeko Shimazu
Kunō Kodachi (九能 小太刀) là em gái Tatewaki, biệt danh "Hoa hồng đen" (Kurobara no Kodachi). Giỏi thể dục dụng cụ kết hợp võ thuật, đặc biệt chuyên về những trò gian lận khi thi đấu ở trường. Cô thích Ranma và bày đủ trò hiểm để kéo Ranma về mình. Cô cũng ghét hình dạng nữ của Ranma, tin rằng "cô" là đối thủ của Ranma, trong khi anh trai cô Tatewaki ghét hình dạng nam, đây là nguồn xung đột thường xuyên giữa họ. 

### Hiệu trưởng Kuno
Lồng tiếng bởi: Tatsuyuki Jinnai, Hōchū Ōtsuka (OVA 13)
Hiệu trưởng quái dị của trường trung học Furinkan, vừa từ Hawaii về. Ngay lập tức ông ra luật nam sinh phải cạo đầu, nữ sinh phải tết tóc bím, khiến cả trường phải rất vất vả chiến đấu lại để hủy luật. Mọi người (kể cả Tatewaki) đều không hề biết ông là bố Kuno cho đến khi thấy ông chỉ cần tông đơ cạo tóc để hóa giải kiếm pháp của Tatewaki và nhận ra kiếm pháp của hai người rất giống nhau.

### Sarugakure Sasuke
Lồng tiếng bởi: Shigeru Chiba 
Ninja làm việc cho nhà Kuno, Sasuke là một người hầu trung thành và thường cố gắng giúp Tatewaki đánh bại Ranma và cướp Akane khỏi tay Ranma. Bất chấp lòng trung thành của mình, Sasuke đôi khi bị Tatewaki đối xử khắc nghiệt. Anh phải sống trong điều kiện tồi tàn với lượng thức ăn tối thiểu và rất ít chỗ ở hoặc tiện nghi.

## Các nhân vật Nhật Bản khác

### Hibiki Ryoga
Lồng tiếng bởi: Koichi Yamadera
Hibiki Ryōga (響 良牙) Lúc còn học ở trường sơ trung nam sinh, trong giờ ăn Ranma luôn giành được phần bánh mì của Ryoga nên Ryoga rất ghét Ranma. Sau đó, cậu đã hẹn Ranma ra quyết đấu. Do tính mù đường nên cậu ta phải mất... 10 năm mới tìm được Ranma (cậu ta sống ở Tokyo nhưng lại chạy một vòng quanh Nhật Bản chỉ để tìm trường Furinkan cũng ở Tokyo). Ryoga đã rơi vào suối Heo đen chết chìm do Ranma nữ lúc đuổi theo cha đã đá Ryoga vào trúng vũng suối. Ryoga dưới hình dạng heo được Akane mang về làm thú cưng, đặt tên là P-chan. Akane hoàn toàn không hề biết P-chan chính là Ryoga nên Akane ôm Ryoga đi ngủ, đi ăn..... Ryoga rất mến Akane và dễ yếu lòng trước con gái. Ryoga cũng rất thích Akari, cô gái chọn anh làm chồng sau khi Ryoga đã đánh bại con heo của Akari.

### Kuonji Ukyo
Lồng tiếng bởi: Hiromi Tsuru 
Cô là một đầu bếp okonomiyaki và là bạn thanh mai trúc mã của Ranma khi còn bé, thế nhưng Ranma lại không biết Ukyo là con gái. Ông Genma đã hứa kết thông gia với cha của Ukyo, để Ukyo cưới Ranma và đổi lại xe bánh nướng. Nhưng lại cố tình cướp xe bỏ trốn, khiến Ukyo trở nên suy sụp quyết định sẽ trả thù hai cha con Ranma. Ukyo gặp lại Ranma ở trường và cả hai đã có trận chiến nổ ra, Ukyo thua cuộc đồng thời Ranma biết được cô thực sự là con gái. Sau đó Ranma đã khen cô dễ thương khiến cô xấu hổ và cả hai làm lành với nhau. Ukyo coi bản thân mình là một vị hôn thê của Ranma, rất yêu Ranma, đặc biệt làm bánh nướng rất ngon.

### Gosunkugi Hikaru
Lồng tiếng bởi: Issei Futamata
Bạn cùng trường với Akane, siêu yếu. Thích Akane nên rất ghét Ranma. Cậu dùng búa, búp bê rơm,vv... để nguyền rủa Ranma. Gosunkugi sử dụng các đồ trang trí của nghi lễ ushi no toki mairi — vương miện nến, búp bê rơm, búa và đinh — và trên thực tế, cậu ta được đặt theo tên của gosun kugi (五寸釘, "đinh năm inch"). Do khoảng cách sức mạnh giữa họ quá lớn, Ranma phần lớn không biết gì về sự thù địch của Gosunkugi đối với mình. Hikaru có vai trò lớn hơn nhiều trong manga so với trong anime, nơi cậu ấy không xuất hiện cho đến mùa thứ sáu.

### Ono Tofu
Lồng tiếng bởi: Yuji Mitsuya
Tình đơn phương đầu đời của Akane. Là chủ phòng khám Ono, anh ta có khả năng chữa lành xương vào loại bậc nhất. Anh cũng rành về tiểu sử và các huyệt hiếm về cơ thể người, và có nhiều sách cổ. Anh thích Kasumi, chị gái của Akane và khi nhìn thấy Kasumi, anh trở nên bối rối và quên cả việc khám bệnh. Ranma cho rằng anh rất giỏi võ, khi cậu không phát hiện được tiếng bước chân của anh từ phía sau. Theo cách tương tự, Tiến sĩ Tofu không biết về tình cảm của Akane dành cho mình khi bắt đầu bộ truyện; anh là lý do khiến cô để tóc dài. Cô đã từ bỏ anh sau khi bị tóc bị cắt ngắn trong một tai nạn kinh hoàng.

### Ninomiya Hinako
Lồng tiếng bởi: Yumi Toma 
Cô giáo được ông hiệu trưởng mời về để trị Ranma. Cô có hình dạng là một đứa trẻ con, nhưng nhờ việc hút đấu khí của đối phương thông qua những vật dụng hình tròn cô có hình dạng người lớn. Đồng thời tung đấu khí ra để chiến đấu. Sức mạnh này là do ông Happosai khi xưa đã điểm huyệt cho cô. Tính cách của cô rất trẻ con. Cô dạy môn tiếng anh. Ngoài ra cô có cảm tình với Tendou Soun bố của Akane.

### Happosai
Lồng tiếng bởi: Ichiro Nagai
Sư tổ môn phái Vô Sai Biệt Cách Đấu Lưu (無差別格闘流 Musabetsu Kakutō Ryū), sư phụ của Genma và Soun, cũng là bạn ngày xưa của Colonge, được biết đến như đệ nhất biến thái của Nhật Bản. Đối với ông mà nói thì không thể chạm vào con gái cũng như không thể hít thở oxy. Sở thích: trộm đồ lót phụ nữ để sưu tập.

### Konatsu
Konatsu được mệnh danh là một thiên tài một lần trong một trăm năm. Mặc dù rất nữ tính và hành xử như con gái nhưng thực chất Konatsu lại là một chàng trai. Cậu ta đặt mục tiêu là Ranma để trả thù cho mẹ và các chị em của mình, thích Ukyo, sau đó được Ukyo chăm sóc và ở nhà của Kuonji Ukyo. Bị mẹ kế và các chị áp bức, và sống trong một cuộc sống nghèo khổ, có ảnh hưởng rất sâu đậm đến tính cách của Konatsu sau này. 

### Unryu Akari
Con gái của gia đình Unryu, có mở một võ đường đào tạo đấu sĩ (sumo lợn). Akari có một con lợn khổng lồ. Ông của Akari khi hấp hối đã nói với cô rằng cô chỉ được phép hẹn hò với chàng trai nào chiến thắng được chú lợn của cô, Hibiki là người đã đánh bại nó, vì vậy cô đã yêu Hibiki ngay từ cái nhìn đầu tiên

### Kurenai Tsubasa
Lồng tiếng bởi: Eiko Yamada
Một người bạn học cùng trường nam sinh với Ukyo. Một chàng trai thích ăn mặc giả gái. Cậu ta rất giỏi trong việc cải trang thành một thứ gì. Cậu ta ghét con trai và có một tính cách rất cố chấp, hễ thích ai thì cứ bám dai như đỉa. Tsubasa không phải là một võ sĩ được đào tạo bài bản, nhưng anh đã chứng tỏ được sức mạnh đủ mạnh để hạ gục Ranma, đồng thời anh vẫn có thể gây rắc rối bằng những chiến thuật lố bịch và khó đoán của mình. Anh ta thường cải trang thành một hộp thư, nhưng cũng thường đóng giả làm biển hiệu Okonomiyaki của Ucchan (để xem Ukyo), một cái cây, một thùng rác, một cái thùng và nhiều đồ vật khác.

### Konjo Mariko
Lồng tiếng bởi: Yuko Kobayashi
Là một nữ cổ động viên chiến đấu, thích Kuno Tatewaki ngay từ lần đầu tiên và là đối thủ của Ranma nữ trong cuộc thi cổ vũ, Ranma cố gắng hỗ trợ Kuno, nhưng Akane giả làm đối thủ của Kuno và xông vào. Vào cuối trận chiến bốn bên, cô ấy đã thua trước lối chơi kết hợp của Akane và Ranma, và cắt đứt suy nghĩ của mình về Kuno.

### Cặp đôi Vàng
Azusa Shiratori lồng tiếng bởi: Naoko Matsui  
Mikado Sanzenin lồng tiếng bởi: Kazuhiko Inoue 
Azusa Shiratori (白鳥 あずさ, Shiratori Azusa) và Mikado Sanzenin (三千院 帝, Sanzenin Mikado) là một cặp võ thuật-vận động viên trượt băng được gọi là Cặp đôi vàng. Azusa là một người thô lỗ và mắc chứng trộm cắp bắt buộc. Thông thường, khi tìm thấy những thứ dễ thương, cô ấy đặt cho chúng những cái tên dễ thương không kém và mang chúng về nhà, ngay cả khi chúng rõ ràng không thuộc về cô. Cô gặp bất kỳ người nào đang cố gắng ngăn cản cô làm điều đó bằng bạo lực. Đặc biệt, Mikado, cộng sự và tay chơi cổ điển của cô, thường là mục tiêu tấn công của cô bằng những vật cùn. 
Azusa xung đột với Akane khi bắt giữ con lợn cưng P-chan của Akane và đổi tên nó thành "Charlotte". Khi Akane muốn lấy lại nó, Azusa thách cô một trận để xác định chủ nhân hợp pháp. Mikado nhận được thách thức tương ứng từ Ranma bằng cách cố gắng cướp nụ hôn từ môi Akane, và sau đó nhận được toàn bộ cơn thịnh nộ của mình bằng cách hôn hình dạng nữ của Ranma.
Trong manga, họ chỉ xuất hiện một lần, nhưng họ đã xuất hiện với tư cách khách mời trong bộ phim đầu tiên. Và Azusa có sự xuất hiện bổ sung trong một tập của bộ phim truyền hình. Ở đó, cô coi Tatewaki và Sasuke như hai món đồ chơi dễ thương của mình.

### Ryu Kumon
Lồng tiếng bởi: Misturu Miyamoto
Ryu Kumon (公紋 竜, Kumon Ryu) là một võ sĩ lang thang và là bậc thầy của Yamasenken. Khi lên 6 tuổi, anh và cha là một gia đình rất nghèo, sở hữu võ đường Kumon tồi tàn. Một ngày nọ, cha của Ryu gặp Genma Saotome. Sau khi Genma phát hiện ra vấn đề tài chính của Kumon, ông đã đưa cho cha của Ryu một cuộn giấy chứa các kỹ thuật của bí thuật chết người Yamasenken, hay còn gọi là Nắm đấm của Một ngàn ngọn núi. Điều này khiến cha của Ryu tin rằng ông có thể sử dụng Yamasenken để khôi phục võ đường của mình, nhưng khi thực hành  nó trong nhà, ông đã phá hủy tòa nhà, khiến nó rơi đè lên người và dẫn đến cái chết của ông. Với những giây phút cuối đời, ông đã đưa cho Ryu cuộn giấy và bảo cậu hãy tìm cuộn giấy có chứa người bạn đồng hành Umisenken. Kể từ đó Ryu đi du lịch một mình mà không có gia đình hay bạn bè, điều này dẫn đến bản tính khắc nghiệt và vô đạo đức của anh.

### Shinnosuke
Lồng tiếng bởi: Takeshi Kusao
Shinnosuke (真之介, Shinnosuke) và ông nội đều sống trong khu rừng Ryugenzawa, nơi họ bảo vệ dân làng địa phương khỏi những con vật khổng lồ mà họ từng nuôi làm thú cưng. Nhiều năm trước, khi Akane đang đi nghỉ cùng gia đình ở Ryugenzawa, cô bị lạc trong rừng và bị một con thú mỏ vịt khổng lồ tấn công. Tuy nhiên cô đã được Shinnosuke cứu. Một thời gian sau, khi Shinnosuke sắp chết vì bị cào bởi móng vuốt có nọc độc của thú mỏ vịt, ông nội của cậu đã lấy một ít Nước Sự Sống và cho Shinnosuke ăn. Shinnosuke sống sót, nhưng ngày càng phụ thuộc vào Nước Sự Sống.

### Shiratori Azusa
Một trong những nhân vật trượt băng chiến đấu tại Học viện St. Kolkhoz. Tuy bề ngoài xinh đẹp nhưng tính cách lại nhỏ nhen, ích kỷ. Cô ta luôn có thói quen đặt tên cho những thứ dễ thương yêu thích của mình. Cô ta đã cố gắng để sở hữu P-chan (Hibiki Ryoga biến thân) và Genma (trong hình dạng gấu trúc).

## Các nhân vật Trung Quốc khác

### Pantsu Taro/Quần bít tất Thái Lang
Lồng tiếng bởi: Shinnosuke Furumoto
Pantsu Taro (パンスト太郎, Pansuto-Tarō) là một võ sĩ trẻ, được miêu tả là một nhân vật phản diện, đến Nhật để trả thù Happosai, sinh ra ở Jusenkyo. Happosai giúp mẹ đỡ đẻ và vô tình tắm cho cậu ở con suối đáng nguyền rủa nhất vùng, và vì phong tục của làng nên Happosai cũng đặt tên cho cậu. Hình dạng bị nguyền rủa của anh là một con chimera giống như một con quỷ hoặc minotaur theo khuôn mẫu, với đôi cánh sếu nhỏ cho phép anh bay rất xa mặc dù kích thước khổng lồ của mình và một con lươn nhô ra khỏi lưng dưới của anh, hoạt động như một bộ mắt thứ hai cho Taro trong suốt trận đấu. Sau đó, anh ta tích hợp một lời nguyền bạch tuộc để có được một bộ xúc tu, cũng như một vụ nổ mực, mà anh sử dụng để hạn chế hoặc gây nhầm lẫn cho kẻ thù của mình. Trong khi những người khác ghét hình dạng bị nguyền rủa của họ, anh lại tự hào về sức mạnh và độ bền của hình dạng đó trong trận chiến, cả hai đều vượt xa đáng kể so với chính Ranma. Tuy nhiên, Taro cực kỳ coi thường và cảm thấy xấu hổ về tên của mình, muốn lấy cái tên "Taro đẹp trai", hoặc một cái gì đó nghe có vẻ ấn tượng tương tự, nhưng cách duy nhất để thay đổi nó theo phong tục địa phương là phải được Happosai đồng ý, mặc dù anh ta từ chối trừ khi điều đó xảy ra là một cái gì đó khác liên quan đến đồ lót, "Quần bít tất Taro".

### Hướng dẫn viên du lịch Jusenkyo
Lồng tiếng bởi: Kōichi Yamadera
Hướng dẫn Jusenkyo là hướng dẫn viên du lịch tại khu tập luyện những dòng suối bị nguyền rủa ở Jusenkyo. Anh ta thường cảnh báo bất cứ ai đến đó rằng họ không nên tập luyện ở đó nếu không sẽ phải chịu một lời nguyền nghiêm trọng nhưng không bao giờ thực sự can thiệp vào quyết định của họ. Anh có kiến thức bách khoa về hàng trăm hồ trong khu vực, biết tên của chúng, thời điểm chúng bị nguyền rủa và "câu chuyện bi thảm" đằng sau mỗi hồ bơi đó. Anh cũng phụ trách việc đăng ký khách mà Pantsu Taro sau này sử dụng để truy tìm tất cả nạn nhân của lời nguyền Jusenkyo. Anh thường giúp đỡ bất cứ ai đến thăm và cố gắng đưa ra bất cứ sự giúp đỡ nào có thể. Thật không may, anh hoạt động không hiệu quả lắm và thường thông báo quá muộn cho nạn nhân không may bị nguyền rủa về lời nguyền đã giáng xuống họ. Bất chấp những nỗ lực của mình, gần như mọi nhân vật đến suối đều bị nguyền rủa. Hướng dẫn viên cũng là một chuyên gia về khu vực địa phương, am hiểu về người Amazon Trung Quốc và phong tục của họ. Anh có một cô con gái nhỏ tên là Plum. Anh ta cũng đề cập đến việc có một người vợ, nhưng cô ấy chưa bao giờ được nhìn thấy.

### Herb/Hap
Lồng tiếng bởi: Katsuaki Arima
Herb (ハーブ, Hābu) là thành viên của Triều đại Xạ hương, một cộng đồng võ thuật cổ xưa của Trung Quốc chuyên biến động vật thành người bằng cách sử dụng một dòng suối bị nguyền rủa và sinh sản với chúng để tạo ra những người thừa kế có tiềm năng chiến đấu di truyền được củng cố. Herb là một phần của dòng dõi hoàng gia, có nguồn gốc từ loài rồng, mang lại cho anh ta khả năng làm chủ chi. Anh lớn lên mà không có sự tiếp xúc của phụ nữ, cũng như mọi nam giới khác, và trước khi kết hôn, anh cố gắng dùng một chiếc lò xo để làm quen với phụ nữ bằng cách biến hình một con khỉ. Bị phân tâm bởi bộ ngực, anh vô tình rơi xuống suối và bị mắc kẹt trong hình dạng phụ nữ. Anh cùng hai người hầu của mình, Mint và Lime, cố gắng tìm kiếm một cổ vật để đảo ngược tác dụng. Herb tàn nhẫn và giận dữ, tỏ ra ít tôn trọng giá trị của bất kỳ ai ngoài bản thân mình. Do từng trải nghiệm với con khỉ đã nguyền rủa mình, Herb có một lòng căm thù phi lý đối với bộ ngực của phụ nữ, đồng thời anh dễ bị phân tâm và tức giận khi nhìn thấy chúng.

### Saffron/Sapulang
Saffron là một con phượng hoàng hình người, cai trị một bộ tộc lai giữa người và chim được biến đổi từ nước của dòng suối bị nguyền rủa. Anh là kẻ phản diện chính của phần cuối cùng của manga. Anh cố gắng sử dụng nước để trở thành người lớn và cung cấp nhiệt và ánh sáng cho người dân của mình, nhưng quá trình này đã bóp nghẹt dòng chảy của suối, điều đó có nghĩa là những người khác bị suối nguyền rủa không có cách nào để tự chữa khỏi bệnh. Anh ích kỷ và lãnh thổ, và chỉ quan tâm đến người dân của mình. Anh có xu hướng lạnh lùng và trịch thượng ngay cả với những người đối xử tử tế và trung thành với anh ta.
Viết cho Anime News Network (ANN), Bamboo Dong khen thiết kế nhân vật của Takahashi là "dễ nhận biết", nhưng than thở rằng "mọi người trông gần như giống nhau", với nét mặt và lông mày hai cực, "dường như luôn ở trạng thái khác thường "nỗi thống khổ không tự nhiên", trong khi "các nhóm tuổi khác nhau được gộp lại dưới cùng một tầm vóc và kiểu khuôn mặt." Cũng viết cho ANN, Carlo Santos không đồng ý, khen ngợi "thiết kế nhân vật mang tính biểu tượng" của loạt phim vì "nét mặt tuyệt vời" và "các đặc điểm khác biệt", "luôn giúp bạn dễ dàng phân biệt ai là ai". Trong một cuộc phỏng vấn với Justin Sevakis cho ANN, Anna Exter, một dịch giả anime chuyên nghiệp, nói rằng, khi lần đầu tiên được làm quen với anime, cô nhận thấy các nhân vật trong bộ truyện "hoàn toàn là những điều dễ thương nhất" mà cô "từng thấy". Viết cho THEM Anime Reviews, Raphael See khen ngợi dàn diễn viên của mùa đầu tiên của bộ anime, nói rằng họ vừa "vui nhộn" vừa "dễ thương" và họ "giúp làm cho bộ truyện không chỉ là một bộ phim sitcom dành cho tuổi teen". 